# Minus i plus (2019.)
Minus i plus je hrvatska humoristična serija u produkciji Maxima filma za HRT. Serija je specijal epizodu pod nazivom Hrčak objavila 31. prosinca 2020. na HTV 2 programu. Prva sezona krenula sa prikazivanjem 26. rujna 2021. u 20:10 na HTV 1.

## Pregled serije
| Sezona          | Epizoda         | Datum              | Datum              |
| Sezona          | Epizoda         | Premijera          | Finale             |
| --------------- | --------------- | ------------------ | ------------------ |
| Specijal: Hrčak | Specijal: Hrčak | 31. prosinca 2020. | 31. prosinca 2020. |
| 1               | 12              | 26. rujna 2021.    | 12. prosinca 2021. |

### Prva sezona
1. Napasnik
2. Njezini
3. Samostalna
4. Život drugih
5. Ajme
6. Popularnost
7. Dobro je činiti dobro
8. Kuma
9. Staro društvo
10. Poznati
11. Krunin dan
12. Novi čovjek

## Uloge

### Glavna glumačka postava
| Glumac/ica     | Lik     |
| -------------- | ------- |
| Igor Kovač     | Kruno   |
| Iva Jerković   | Lucija  |
| Ksenija Pajić  | Emilija |
| Damir Lončar   | Filip   |
| Stipe Radoja   | Jure    |
| Arijana Čulina | Ivanka  |
| Filip Radoš    | Vinko   |

### Gostujuće uloge
- Gloria Gubelj kao Anita
- Ivana Gulin kao Maja
- Jelena Miholjević kao ugledna dama
- Barbara Kolar kao voditeljica
- Matija Santro kao spiker
- Areta Ćurković kao Nela
- Csilla Barath Bastaić kao Profesorica Krmpotić
- Mladen Čutura kao Morović
- Dora Dimić Rakan kao policajka
- Filip Tot kao dostavljač
- Matija Sakoronja kao policajac
- Krunoslav Belko kao redatelj
- Alen Šalinović kao Dolfinger
- Zdenka Šustić kao Mirna
- Ana Uršula Najev kao Klara
- Lucija Alfier kao djelatnica
- Darko Milas kao Vlado
- Nela Kocsis kao Tamara
- Marko Petrić kao Jacques
- Ištvan Filaković kao glas
- Jagoda Kralj kao susjeda
- Slaven Knezović kao Durdov
- Domagoj Mrkonjić kao Toni
- Marica Vidušić kao vidovnjakinja
- Dušan Gojić kao Aždija
- Irena Tereza Prpić kao Mirela

## Snimanje
Serija se snimala od 19. travnja do kraja svibnja 2021. godine u zagrebačkom studiju Katran i nekoliko lokacija u Zagrebu.

## Međunarodna emitiranja
Bosna i Hercegovina je premijerno prikazala seriju na Federalnoj televiziji od 20. prosinca 2022. od ponedjeljka do četvrtka u kasno-večernjem terminu.
| Država              | Mreža | Premijera          | Finale            |
| ------------------- | ----- | ------------------ | ----------------- |
| Bosna i Hercegovina | FTV   | 20. prosinca 2022. | 5. siječnja 2023. |

## Vanjske poveznice
- Službena stranica maxima-film.hr
- Minus i plus u internetskoj bazi filmova IMDb-a